# Западнозондские языки
Западнозондские языки (суматранско-яванские, малайско-яванские) — условное название для 10 ветвей австронезийских языков, распространённых на Суматре, Яве, Малакке, части Калимантана, Малых Зондских островов и Индокитая (Индонезия, Малайзия, Бруней, Таиланд, Вьетнам, Камбоджа). Согласно популярной сейчас классификации Wouk & Ross (2000) западнозондские языки не образуют особого генетического единства, а входят в более крупное зондско-сулавесийское объединение (англ. Sunda-Sulawesi languages) в рамках малайско-полинезийской подсемьи. На основе данных лексикостатистики (Пейрос 2004) предполагается существование единой западнозондской (у Пейроса — малайско-яванской) ветви, распавшейся в конце 3-го тыс. до н. э. на сунда-явано-мадурскую и суматранско-чамскую группы. Учитывая отсутствие консенсуса, нейтральный термин западнозондская зона представляется наиболее удобным.

## Классификация
- гайо (северная Суматра)
- раннесуматранская ветвь
  - батакская группа: даири, каро, алас-клуэт, сималунгун, ангкола, тоба, мандаилинг
  - энггано
  - ментавай
  - северная группа: симёлуэ или сималурский, ниасский, сикуле
- реджанг
- лампунгская ветвь: лампунгский, абунг, круи, комеринг, песисир, пуби, сунгкаи
- мокленская ветвь: моклен, мокен
- малайско-чамская ветвь (малаическая, Malayic)
  - малайско-даякская группа: ибанский, малайско-даякский, канинджал, кендаян, селако
  - лом
  - малайская группа:
    - туземно-малайская подгруппа (языки части аслийцев; Aboriginal Malay): джакун (оранг-хулу), темуан, оранг-канак, оранг-селетар
    - пара-малайская подгруппа: минангкабау, урак-лавои, дуано, пекал, муко-муко
    - собственно малайская подгруппа (Local Malay): малайский, вкл. индонезийский и малайзийский стандарты, банджарский язык

  - ачехский язык (северная Суматра)
  - чамская группа (Вьетнам, языки тямов): цатский, джарай, эде, хрой, восточночамский, западночамский, чру (чуру), роглай
  - мбалох (по классификации Wouk & Ross (2000) относится к бугийской группе сулавесийской зоны)
- мадурский язык (Мадура и восточная Ява)
- яванский язык (центральная и восточная Ява, некоторая часть западной Явы)
- сунданский язык (западная Ява)
- бали-сасакская ветвь (запад Малых Зондских островов): балийский, сасакский, сумбавский